# イェンス・レーマン (自転車選手)
イェンス・レーマン（Jens Lehmann、1967年12月19日 - ）は、ドイツ・シュトルベルク、ザクソニー＝アンハルト(Stolberg, Saxony-Anhalt)出身の元自転車競技選手。トラックレースでは個人、団体の両追い抜き種目で長年に亘り活躍。団体追い抜きで2度、オリンピックの金メダルを獲得した。

## 経歴
1989年
- 世界選手権・アマ個人追い抜き 2位

1991年
- 世界選手権・アマ個人追い抜き 優勝
- 世界選手権・アマ団体追い抜き 優勝

1992年
- バルセロナオリンピック・ 団体追い抜き 優勝
- バルセロナオリンピック・個人追い抜き 2位

1993年
- 世界選手権・団体追い抜き 2位

1994年
- 世界選手権・団体追い抜き 優勝
- ドイツ選手権 個人タイムトライアル(ITT) 優勝

1995年
- ドイツ選手権 個人追い抜き 優勝

1999年
- 世界選手権・団体追い抜き 優勝
- 世界選手権・個人追い抜き 2位
- ドイツ選手権 個人追い抜き 優勝
- ドイツ選手権 団体追い抜き 優勝

2000年
- シドニーオリンピック・ 団体追い抜き 優勝
- シドニーオリンピック・個人追い抜き 2位
- 世界選手権・団体追い抜き 優勝
- 世界選手権・個人追い抜き 優勝
- ドイツ選手権 個人追い抜き 優勝

2001年
- 世界選手権・個人追い抜き 2位
- 世界選手権・団体追い抜き 3位
- ドイツ選手権 個人追い抜き 優勝
- ドイツ選手権 団体追い抜き 優勝

2002年
- ドイツ選手権 団体追い抜き 優勝

2003年
- ドイツ選手権 団体追い抜き 優勝

2004年
- ドイツ選手権 個人追い抜き 優勝
- ドイツ選手権 団体追い抜き 優勝